# Confrontos entre Grêmio e Palmeiras no futebol
Os confrontos entre Grêmio e Palmeiras constituem um dos mais importantes clássicos interestaduais do futebol brasileiro.
Este clássico reúne uma importante lista de confrontos ao longo do tempo, entre os quais, encontros em fases decisivas no Campeonato Brasileiro, Copa do Brasil e Libertadores da América.

## História
O primeiro jogo entre Grêmio e Palmeiras aconteceu em 12 de dezembro de 1936, no Estádio da Baixada, em Porto Alegre, e terminou empatado em 1 a 1. Marcaram para o Grêmio, Alemãozinho, e para o Palmeiras, Mathias III.
O primeiro confronto oficial entre Grêmio e Palmeiras, aconteceu no dia 20 de setembro de 1961 em Porto Alegre, pela Taça Brasil (antigo formato do atual Campeonato Brasileiro), válido pela edição de 1961, com a classificação palmeirense acontecendo após vitória no Olímpico por 3 a 0 e empate no Pacaembu por 1 a 1. Desde então, Grêmio e Palmeiras vem protagonizando muitos confrontos importantes, principalmente em "mata-matas".
O pico da rivalidade aconteceu nos anos 1990, quando Grêmio e Palmeiras se encontraram nada menos que seis vezes em seis anos por decisões nas mais diversas competições. Naqueles tempos, eram notáveis os confrontos entre o Palmeiras que tinha Edmundo, Rivaldo, Roberto Carlos contra o Grêmio que tinha Danrlei, Jardel e Paulo Nunes.
Verdadeiras batalhas eram formadas e o clima de rivalidade de parte a parte era muito grande. O país parava para ver os grandes confrontos travados pelas duas equipes, que eram treinadas por Felipão (Grêmio) e Luxemburgo (Palmeiras), símbolos da grande rivalidade.
O ponto alto dessa rivalidade, talvez tenha sido o confronto pela Copa Libertadores de 1995, quando pelas quartas de final ocorreram vários incidentes, entre os quais uma grande pancadaria envolvendo os jogadores de ambas as equipes. No campo, dois grandes jogos e classificação gremista, após vitória por 5 a 0 em Porto Alegre e derrota por 5 a 1 em São Paulo. Nessa ocasião o Grêmio era treinado pelo Felipão e o Palmeiras era treinado pelo Carlos Alberto Silva.
Depois de dezesseis anos de calmaria, palmeirenses e gremistas voltaram a se encontraram em uma decisão. Grêmio e Palmeiras decidiam a semifinal de Copa do Brasil de 2012, e após uma vitória do Palmeiras em Porto Alegre por 2 a 0 e um empate em São Paulo por 1 a 1, o Palmeiras foi para a grande final.
Um fato marcante dessa decisão foi o reencontro dos treinadores Felipão (treinando o Palmeiras) e Luxemburgo (treinando o Grêmio), após etapas vitoriosas defendendo os adversários.
Campeonato Brasileiro
No Campeonato Brasileiro, a primeira partida entre as duas equipes aconteceu em 20 de setembro de 1961, com vitória alviverde por 3 a 0. Pelo campeonato já foram disputados 74 jogos, com 34 vitórias do Palmeiras, 15 do Grêmio e 25 empates, 106 gols a favor do Alviverde e 69 a favor do Tricolor gaúcho.
O Grêmio só venceu duas partidas como visitante em 32 jogos disputados em Campeonatos Brasileiros. A primeira foi em 28 de maio de 2006, por 1 a 0, com gol de Hugo; e a segunda ocorreu em 9 de novembro de 2008, pelo mesmo placar, com gol de Tcheco.

## Confrontos decisivos
Campeonato Brasileiro de 1961

| 20 de setembro de 1961 | Grêmio | 0 – 3 | Palmeiras       | Olimpico, Rio Grande do Sul                          |
|                        |        |       | Fernando · Vavá | Público: Não divulgado Árbitro: Olten Aires de Abreu |

| 28 de setembro de 1961 | Palmeiras | 1 – 1 | Grêmio | Pacaembu, São Paulo                                  |
|                        | Zeola     |       | Gessy  | Público: Não divulgado Árbitro: Daniel Dorenzo Sacon |

 Campeonato Brasileiro de 1965

| 20 de outubro de 1965 | Palmeiras                | 4 – 1 | Grêmio          | Pacaembu, São Paulo                                  |
|                       | Ademar Pantera · Rinaldo |       | Aírton Pavilhão | Público: 14,676 pagantes Árbitro: Eunápio de Queiroz |

| 27 de outubro de 1965 | Grêmio                       | 5 – 1 | Palmeiras | Olimpico, Rio Grande do Sul              |
|                       | Alcindo · Joãozinho · Valmir |       | Zequinha  | Público: 51,000 Árbitro: Armando Marques |

| 29 de outubro de 1965 | Palmeiras       | 2 – 0 | Grêmio | Pacaembu, São Paulo                               |
|                       | Servilio · Dudu |       |        | Público: 17,000 pagantes Árbitro: Armando Marques |

 Campeonato Brasileiro de 1967 (RGP)

| 8 de junho de 1967 | Palmeiras                   | 2 – 1 | Grêmio                | Pacaembu, São Paulo                                   |
|                    | César Maluco · César Maluco |       | Ari Ercílio (pênalti) | Público: 28,000 pagantes Árbitro: João Carlos Ferrari |

 Campeonato Brasileiro de 1967 (TB)

| 6 de dezembro de 1967 | Grêmio              | 2 – 1 | Palmeiras      | Olimpico, Rio Grande do Sul                             |
|                       | Alcindo · Joãozinho |       | Áureo (contra) | Público: Não divulgado Árbitro: Airton Vieira de Morais |

| 13 de dezembro de 1967 | Palmeiras                   | 3 – 1 | Grêmio    | Pacaembu, São Paulo                                       |
|                        | Ferrari · Tupãzinho · César |       | Joãozinho | Público: 17,621 pagantes Árbitro: Airton Vieira de Morais |

| 15 de dezembro de 1967 | Palmeiras | 2 – 1 | Grêmio  | Pacaembu, São Paulo                               |
|                        | César     |       | Alcindo | Público: 15,356 pagantes Árbitro: Armando Marques |

 Campeonato Brasileiro de 1990

| 24 de novembro de 1990 | Palmeiras  | 1 – 0 | Grêmio | Palestra Itália, São Paulo                              |
|                        | Careca 84' |       |        | Público: 22,631 pagantes Árbitro: Pedro Carlos Bregalda |

| 1 de dezembro de 1990 | Grêmio                 | 2 – 0 | Palmeiras | Olimpico, Rio Grande do Sul                          |
|                       | Vilson 8' · Nílson 64' |       |           | Público: 41,235 Árbitro: Joaquim Gregógio dos Santos |

 Copa do Brasil de 1993

| 27 de abril de 1993 | Palmeiras   | 1 – 1 | Grêmio     | Pacaembu, São Paulo                                              |
| 21h30               | Edmundo 25' |       | Gilson 45' | Público: 12,654 pagantes Árbitro: Pedro Antônio Pereira da Silva |

| 13 de maio de 1993 | Grêmio      | 1(7) – (6)1 | Palmeiras  | Olimpico, Rio Grande do Sul                        |
| 21h40              | Fabinho 50' |             | Tonhão 30' | Público: 16,346 pagantes Árbitro: Claudio Cerdeira |

 Copa do Brasil de 1995

| 11 de abril de 1995 | Grêmio    | 1 – 1 | Palmeiras   | Olimpico, Rio Grande do Sul                                |
| 20h45               | Dinho 50' |       | Rivaldo 38' | Público: 12,533 pagantes Árbitro: Antônio Pereira da Silva |

| 18 de abril de 1995 | Palmeiras                | 2 – 2 | Grêmio                                  | Palestra Itália, São Paulo                                 |
|                     | Lozano 53' · Rivaldo 76' |       | Luiz Carlos Goiano 7' · Paulo Nunes 23' | Público: 12,473 pagantes Árbitro: Wilson Souza de Mendonça |

 Copa Libertadores de 1995

| 26 de julho de 1995 | Grêmio                                      | 5 – 0 | Palmeiras | Olimpico, Rio Grande do Sul                        |
|                     | Jardel 49' 54' 83' · Arce 41' · Arilson 51' |       |           | Público: 16,136 pagantes Árbitro: Claúdio Cerdeira |

| 2 de agosto de 1995 | Palmeiras                                                   | 5 – 1 | Grêmio    | Palestra Itália, São Paulo                                |
|                     | Cafu 29' 84' · Amaral 39' · Paulo Isidoro 58' · Mancuso 69' |       | Jardel 8' | Público: 7,615 pagantes Árbitro: Antônio Pereira da Silva |

 Copa do Brasil de 1996

| 26 de maio de 1996 | Palmeiras                                | 3 – 1 | Grêmio          | Palestra Itália, São Paulo                              |
|                    | Rivaldo 35' · Djalminha 47' · Muller 79' |       | Paulo Nunes 54' | Público: 29,747 Árbitro: Pedro Wilson de Souza Mendonça |

| 7 de junho de 1996 | Grêmio                     | 2 – 1 | Palmeiras   | Olimpico, Rio Grande do Sul                           |
| 21h35              | Jardel 61' · Zé Alcino 78' |       | Cláudio 57' | Público: 48,266 (36,808 pags) Árbitro: Dacildo Mourão |

 Campeonato Brasileiro de 1996

| 28 de novembro de 1996 | Grêmio                                               | 3 – 1 | Palmeiras  | Olímpico, Rio Grande do Sul                        |
|                        | Émerson 53' · Zé Afonso 66' · Luiz Carlos Goiano 80' |       | Luizão 34' | Público: 38,212 Árbitro: Sidrack Marinho dos Santo |

| 1 de dezembro de 1996 | Palmeiras     | 1 – 0 | Grêmio | Morumbi, São Paulo                                 |
|                       | Elivélton 78' |       |        | Público: 26,503 Árbitro: Cláudio Vinícius Cerdeira |

 Copa do Brasil de 2012

| 14 de junho de 2012 | Grêmio | 0 – 2 | Palmeiras                | Olímpico, Rio Grande do Sul                  |
|                     |        |       | Mazinho 87' · Barcos 90' | Público: 43,508 Árbitro: Héber Roberto Lopes |

| 20 de junho de 2012 | Palmeiras    | 1 – 1 | Grêmio         | Arena Barueri, São Paulo                         |
|                     | Valdívia 72' |       | André Lima 66' | Público: 26,255 Árbitro: Ricardo Marques Ribeiro |

 Copa do Brasil de 2016
| 28 de setembro | Grêmio                       | 2 – 1 | Palmeiras            | Arena do Grêmio, Porto Alegre                                                                         |
| 21:45          | Ramiro 32' · Pedro Rocha 44' |       | 50' (pen) Zé Roberto | Público: 24 471 Público total: 26 589 Renda: R$ 723.201,00 Árbitro: SE Cláudio Francisco Lima e Silva |

| 19 de outubro | Palmeiras          | 1 – 1 | Grêmio      | Allianz Parque, São Paulo                                                   |
| 21:45         | Thiago Martins 50' |       | 75' Everton | Público: 29 991 Renda: R$ 1.697.841,08 Árbitro: GO Elmo Alves Resende Cunha |

Grêmio venceu por 3–2 no agregado e avançou às semifinais.

 Copa do Brasil de 2020
| 28 de fevereiro | Grêmio | 0 – 1 | Palmeiras         | Arena do Grêmio, Porto Alegre                                                    |
| 21:00           |        |       | 32' Gustavo Gómez | Público: Portões fechados Renda: R$ 0 Árbitro: SE Cláudio Francisco Lima e Silva |

| 7 de março de 2021 | Palmeiras                       | 2 – 0 | Grêmio | Allianz Parque, São Paulo                                               |
| 18:00              | Wesley 52' · Gabriel Menino 79' |       |        | Público: Portões fechados Renda: R$ 0 Árbitro: RJ Bruno Arleu de Araújo |

## Maiores públicos
- Em Porto Alegre: Grêmio 5–1 Palmeiras, 51.000, Estádio Olímpico, 27 de outubro de 1965
- Em São Paulo: Palmeiras 3–1 Grêmio, 32.006, Estádio Palestra Itália, 30 de outubro de 1993[5]

## Estádios
O Grêmio possui a Arena do Grêmio, construído pela Construtora OAS e inaugurado em 8 de dezembro de 2012 em uma uma partida amistosa contra o clube alemão Hamburgo, sendo o maior estádio do Sul do Brasil. Inicialmente tinha capacidade máxima oficial para 60 540 espectadores, porém atualmente por questões de segurança a Arena comporta no máximo 56 500 torcedores. Todos os assentos são cobertos e com cadeiras, exceto o setor norte.
Já o Palmeiras é dono do Allianz Parque, inaugurado em 19 de novembro de 2014. O Allianz Parque é uma arena multiuso construída para receber espetáculos, concertos, eventos corporativos e, principalmente, partidas de futebol do Palmeiras, seu proprietário. A nova arena foi construída pela empresa WTorre Properties/Arenas, do Grupo WTorre, onde se localizava o antigo Estádio Palestra Itália, também conhecido popularmente como Parque Antarctica. Sua capacidade máxima para shows é de 55.000 pessoas e para jogos de futebol é de 43 713 espectadores, porém por questões de segurança, pouco mais de 39 000 lugares estão liberados.